# Jajpurattus
Jajpurattus Prószynski, 1992 è un genere di ragni appartenente alla Famiglia Salticidae.

## Etimologia
Il nome risulta dalla fusione della città di Jajpur, nello Stato indiano dell'Orissa, col suffisso -attus, caratteristico di vari generi della famiglia Salticidae, un tempo denominata Attidae.

## Distribuzione
L'unica specie oggi nota di questo genere è stata rinvenuta in India, nei pressi della città di Jajpur.

## Tassonomia
A giugno 2011, si compone di una specie:
- Jajpurattus incertus Prószynski, 1992[2] — India